# Pilota d'Or 1960
L'edició de 1960 de la Pilota d'Or, 5a edició del premi futbolític creat per la revista francesa France Football, va ser guanyada per l'espanyol Luis Suárez, jugador del Futbol Club Barcelona.
El jurat estava format per 19 periodistes especialitzats, de cadascuna de les següents associacions membres de la UEFA: Alemanya Occidental, Anglaterra, Àustria, Bèlgica, Bulgària, Espanya, França, Grècia, Hongria. Itàlia, Iugoslàvia, Països Baixos, Polònia, Portugal, Suècia, Suïssa, Txecoslovàquia, Turquia i la Unió Soviètica.
El resultat de la votació va ser publicat al número 770 de France Football, el 13 de desembre de 1960.
Luis Suárez va ser el primer jugador del FC Barcelona en guanyar-lo, a més de ser l'únic jugador espanyol que l'ha guanyat.

## Sistema de votació
Cadascun dels membres del jurat elegí els que, a judici seu, eren els cinc millors futbolistes europeus. El jugador escollit en primer lloc rebia cinc punts, l'elegit en segon lloc en rebia quatre, i així successivament.
D'aquesta manera es repartiren 285 punts, sent 95 el màxim nombre de punts que podia obtenir cada jugador (en cas que cadascun dels 19 membres del jurat li assignés 5 punts).

## Qualificació final
| Classificació | Jugador             | Equip                          | Vots | Vots | Vots | Vots | Vots | Vots  | Punts |
| Classificació | Jugador             | Equip                          | 1r   | 2n   | 3r   | 4t   | 5è   | Total | Punts |
| ------------- | ------------------- | ------------------------------ | ---- | ---- | ---- | ---- | ---- | ----- | ----- |
| 1r            | Luis Suárez         | FC Barcelona                   | 4    | 5    | 3    | 1    | 3    | 16    | 54    |
| 2n            | Ferenc Puskás       | Reial Madrid CF                | 5    |      | 1    | 4    | 1    | 11    | 37    |
| 3r            | Uwe Seeler          | Hamburger SV                   | 2    | 2    | 3    | 3    |      | 10    | 33    |
| 4t            | Alfredo di Stéfano  | Reial Madrid CF                | 3    | 2    | 1    | 3    |      | 9     | 32    |
| 5è            | Lev Iaixin          | Dinamo Moscou                  | 3    | 3    |      |      | 1    | 7     | 28    |
| 6è            | Raymond Kopa        | Stade de Reims                 | 1    |      | 3    |      |      | 4     | 14    |
| 7è            | John Charles        | Juventus FC                    |      | 2    |      |      | 3    | 5     | 11    |
|               | Bobby Charlton      | Manchester United FC           |      | 1    | 1    |      | 4    | 6     | 11    |
| 9è            | Omar Sívori         | Juventus FC                    |      | 1    | 1    | 1    |      | 3     | 9     |
|               | Horst Szymaniak     | Karlsruher SC                  |      | 1    | 1    | 1    |      | 3     | 9     |
| 11è           | Francisco Gento     | Reial Madrid CF                | 1    |      | 1    |      |      | 2     | 8     |
| 12è           | Borivoje Kostić     | Estel Roig de Belgrad          |      | 1    |      | 1    | 1    | 3     | 7     |
| 13è           | Joseph Ujlaki       | Racing Club de France Football |      |      | 1    | 1    |      | 2     | 5     |
| 14è           | Kurt Hamrin         | Fiorentina                     |      | 1    |      |      |      | 1     | 4     |
|               | Bobby Smith         | Tottenham Hotspur F.C.         |      |      | 1    |      | 1    | 2     | 4     |
| 16è           | Luis del Sol        | Reial Betis / Reial Madrid CF  |      |      | 1    |      |      | 1     | 3     |
|               | Jimmy Greaves       | Chelsea F.C.                   |      |      | 1    |      |      | 1     | 3     |
|               | Ivan Kolev          | CDNA Sofia                     |      |      |      | 1    | 1    | 2     | 3     |
| 19è           | János Göröcs        | Újpest Dózsa                   |      |      |      | 1    |      | 1     | 2     |
|               | Károly Sándorh      | MTK Budapest                   |      |      |      | 1    |      | 1     | 2     |
|               | Dragoslav Šekularac | Estel Roig de Belgrad          |      |      |      | 1    |      | 1     | 2     |
|               | Agne Simonsson      | Reial Madrid CF                |      |      |      |      | 2    | 2     | 2     |
| 23è           | Antonio Angelillo   | Inter de Milà                  |      |      |      |      | 1    | 1     | 1     |
|               | Gerhard Hanappi     | Rapid Viena                    |      |      |      |      | 1    | 1     | 1     |
|               | Erich Hof           | Wiener                         |      |      |      |      | 1    | 1     | 1     |
|               | Blagoja Vidinić     | Radnički Belgrad               |      |      |      |      | 1    | 1     | 1     |